# متلازمة الدماغ العضوي
متلازمة الدماغ العضوي OBS والمعروف أيضًا باسم مرض اضطراب الدماغ العضوي OBD  أو متلازمه عقلية عضوية OMS أو اضطراب عقلي عضوي OMD: هو عباره عن متلازمة أو اضطراب في الوظيفة الذهنية التي يُدعي أن سببها عضوي (فسيولوجي) بدلا من مجرد العقل. هذه الأسماء هي مصطلحات قديمة في الطب النفسي، والتي تشير إلى العديد من الاضطرابات الجسدية التي تسبب اختلال في الوظائف العقلية. وتهدف إلى استبعاد الاضطرابات النفسية (الاضطرابات العقلية). في الأصل، تم إنشاء هذا المصطلح للتفريق بين الأسباب المادية (المسماة «العضوية») للضعف العقلي من الاضطرابات النفسية (التي يطلق عليها «وظيفية»)، ولكن خلال الفترة التي تم فيها هذا التفريق، لم يكن هناك معلومات كافيه عن علم الدماغ (بما في ذلك علم الأعصاب،العلوم المعرفية، وعلم النفس العصبي، والارتباط بين العقل والدماغ) لهذا فان التصنيف قائم على التخمين  مع اليقين في غير محله، وهذا هو السبب لإلغاء التأكيد عليه في الطب الحالي. متلازمة الدماغ العضوي الحاد هو (حسب التعريف) حالة ظهرت مؤخرا في الامراض العقلية، كنتيجة للتسمم، أو جرعة زائدة من المخدرات، أو العدوى، أو الألم، والعديد من المشاكل الجسدية الأخرى التي تؤثر على الحالة العقلية. في السياقات الطبية،  كلمة «حاد» تعني«في المراحل المتقدمه». كما هو الحال مع معظم مشاكل الامراض الحادة، وغالباً ما تكون متلازمة الدماغ العضوي الحاد مؤقتة، على الرغم من أن هذا لا يضمن أنها لن تحدث مره أخرى (تتكرر) أو انها تتطور لتصبح مزمنة، على المدى الطويل. وهناك مصطلح طبي أكثر تحديدا للمجموعة الفرعية الحادة من متلازمات الدماغ العضوي هو الهذيان. 
متلازمة الدماغ العضوي المزمن  يحدث بسبب الإدمان المزمن على المخدرات أو الكحول على المدى الطويل  والذي  يؤثر لفتره طويلة الأمد أو الدائمة على وظائف المخ.
ومن الأسباب الشائعة الأخرى لمتلازمة الدماغ العضوي المزمن  في بعض الأحيان هي الأنواع المختلفة من الخرف، والتي تحدث نتيجة تلف دائم في الدماغ بسبب السكتات الدماغية، أو مرض الزهايمر، أو أسباب أخرى مدمرة لا يمكن عكسها.
على الرغم من أن متلازمة الدماغ العضوي كان تشخيصًا شائعًا عند كبار السن، حتى وصل الاطباء لفهم  الأنواع المختلفة من الخرف المرتبط بمرض وليس جزءًا لا مفر منه من الشيخوخة. في بعض الأدبيات القديمة، كانت هناك محاولة لفصل متلازمة الدماغ العضوي من الخرف، ولكن هذا كان مرتبطا بمنظور عالمي قديم حيث كان يعتقد أن الخرف جزء من الشيخوخة الطبيعية، وبالتالي لا يمثل عملية خاصة للمرض.
إن التحديد المتأخر للإمراض المختلفة كأمراض واضحة هو مثال على أنواع المشاكل المرضية التي اكتشفت لتكون مرتبطة بالحالات العقلية، وهو أحد المجالات التي أدت إلى التخلي عن جميع المحاولات الأخرى لتعريف واستخدام OBS بشكل واضح كمصطلح.

## الأعراض
تختلف أعراض الإصابة بهذا المرض باختلاف المرض المسبب. ومع ذلك، فان الأعراض الأكثر شيوعا هي الاضطرابات. ضعف الذاكرة، والحكم، والوظيفة الفكرية؛ والانفعالات. وغالبا ما تعزي هذه الاعراض إلىالامراض العقلية، مما يؤدي إلى صعوبة في التشخيص.

### حالات مرضيه ذات صلة
تشمل الاضطرابات المرتبطة بإصابة أو تلف في الدماغ والمساهمة في الاصابه بمتلازمة الدماغ العضوي OBS، على سبيل المثال لا الحصر:

-أدمان الكحول. 
تشمل الحالات الأخرى التي قد تكون ذات صلة بمتلازمة الدماغ العضوي ما يلي: الاكتئاب السريري، والعصاب، والذهان، والتي قد تحدث في وقت واحد مع متلازمة الدماغ العضوي.

## التشخيص
يتم التشخيص عن طريق فحص الحالة العقلية المصغر أو ما يعرف باختبار فلوشتاين؛ وهو عبارة عن استبيان من ثلاثين نقطة يُستخدم على نطاق واسع في البيئات السريرية والبحثية لقياس ضعف الإدراك. يُستخدم بشكل شائع في الطب والصحة المساعدة للكشف عن الخرف، يُستخدم أيضاً لتقدير شدة الضعف الإدراكي وتطوره ومتابعة التغيرات المعرفية لدى الفرد مع مرور الوقت ما يجعلها وسيلة فعالة لتوثيق استجابة الفرد للعلاج.

## العلاج
يختلف علاج  متلازمة الدماغ العضوي (OBS) مع الاضطراب أو المرض المسبب. من المهم ملاحظة أنه ليس تشخيصًا أوليًا وأن هناك حاجة إلى البحث عن سبب وعلاجه.

## أسماء أخرى
- متلازمة الماغ العضوي المزمن.
- OBS.
- اضطراب العضوي للعقل.